# ۹۳۸ (قمری)
۹۳۸ (قمری)، نهصد و سی و هشتمین سال در گاهشماری هجری قمری است. اول محرم این سال برابر با بیست و پنجم اوت سال ۱۵۳۱ میلادی است.